# Steen Bille Larsen
Steen Bille Larsen (født 1942) er en dansk bibliotekar, som fra 2005 til 1. november 2013 har været vicedirektør for Det Kongelige Bibliotek og chef for Nationalbiblioteket.
Han er uddannet kontorassistent 1962, blev student 1967 og cand.mag. i historie og dansk fra Københavns Universitet 1976/1981.
Larsen var 1960-1964 fuldtidsaktiv i Kampagnen mod Atomvåben og var forretningsfører, redaktør mm. for tidsskriftet Politisk Revy 1963-1973, fik studenterjob mm. ved Det Kongelige Bibliotek 1973 og var undervisningsassistent ved Københavns Universitet 1978-1979. Han blev ansat som forskningsbibliotekar ved Det Kongelige Bibliotek 1978, blev bibliotekskonsulent ved samme institution 1987 og førstebibliotekar, senere overbibliotekar ved Det Kongelige Bibliotek 1988. I 2013 gik han på pension og blev efterfulgt som vicedirektør af Pernille Drost.
Han har bl.a. været forfatter til artikler i Leksikon for det 21. århundrede. Larsen har skrevet bøger om bl.a. arbejderbevægelsens historie og om modstandsbevægelsen 1940-45. I 2021 udgav han sammen med Nan Dahlkild værket Dansk Bibliotekshistorie i to bind på Aarhus Universitetsforlag.